# Marianne Vind
Marianne Vind, née le 3 décembre 1970 à Køge, est une syndicaliste et femme politique danoise. Membre du parti Social-démocratie (A), elle est députée européenne depuis 2019.

## Biographie
Marianne Vind est syndicaliste, et occupe à partir de 2011 les fonctions de vice-présidente de HK Danmark (da).
Elle est candidate aux élections européennes de 2019 sur la liste sociale-démocrate menée par Jeppe Kofod. Elle n'est pas élue mais devient suppléante. À ce titre, elle devient députée européenne de plein exercice dès le 2 juillet, le lendemain de l'ouverture de la législature, après que Kofod ait démissionné de son mandat pour devenir ministre des Affaires étrangères.
Après sa prise de fonctions, elle siège au sein de la commission de l'emploi et des affaires sociales. Elle est également vice-présidente de la délégation pour les pays de l'Asie du Sud-Est et, en cette qualité, appelle à l'établissement de sanctions européennes sur la Birmanie après le coup d'état de février 2021.
Candidate sur la liste de Christel Schaldemose, elle est réélue pour un second mandat lors des élections européennes de juin 2024.